# جوشوا ويلر
جوشوا ويلر (بالإنجليزية: Joshua L. Wheeler)‏ هو جندي أمريكي، ولد في 22 نوفمبر 1975 في رولاند في الولايات المتحدة، وتوفي في 22 أكتوبر 2015 في كركوك في العراق.